# Keldon Johnson
Keldon Wilder Johnson (Chesterfield, 11 oktober 1999) is een Amerikaans basketballer.

## Carrière
Johnson speelde collegebasketbal voor de Kentucky Wildcats van 2018 tot 2019. In 2019 nam hij deel aan de NBA draft waar hij als 29e werd gekozen in de eerste ronde door de San Antonio Spurs. Hij speelde in zijn eerste seizoen voor de Austin Spurs in de G-League en 17 wedstrijden voor de San Antonio Spurs. In zijn tweede seizoen groeide hij uit tot starter en speelde 67 van de 69 wedstrijden dat hij speelde als starter.
In 2021 nam hij deel aan de Olympische Spelen waar hij met de Amerikaans ploeg goud won.

## Erelijst
- Olympische Spelen: 2020

## Statistieken

### Regulier seizoen
| Seizoen  | Team              | WG  | WS  | MPW  | 2P%  | 3P%  | FW%  | RPW | APW | SPW | BPW | PPW  |
| -------- | ----------------- | --- | --- | ---- | ---- | ---- | ---- | --- | --- | --- | --- | ---- |
| 2019/20  | San Antonio Spurs | 17  | 1   | 17,7 | 59,6 | 59,1 | 79,5 | 3,4 | 0,9 | 0,8 | 0,1 | 9,1  |
| 2020/21  | San Antonio Spurs | 69  | 67  | 28,5 | 47,9 | 33,1 | 74,0 | 6,0 | 1,8 | 0,6 | 0,3 | 12,8 |
| 2021/22  | San Antonio Spurs | 75  | 75  | 31,9 | 46,6 | 39,8 | 75,6 | 6,1 | 2,1 | 0,7 | 0,2 | 17,0 |
| Carrière | Carrière          | 161 | 142 | 29,0 | 47,8 | 38,5 | 75,3 | 5,8 | 1,8 | 0,7 | 0,2 | 14,4 |